# Mark Walton
Mark Walton, né le 24 octobre 1968 à Salt Lake City, est un acteur américain.
Il a notamment prêté sa voix au personnage de Rhino, le hamster dans Volt, star malgré lui.